# IC 3028
IC 3028 је спирална галаксија у сазвјежђу Дјевица која се налази на листи објеката дубоког неба у Индекс каталогу.
Деклинација објекта је + 11° 45' 41" а ректасцензија 12h 10m 35,6s. Привидна величина (магнитуда) објекта IC 3028 износи 14,3 а фотографска магнитуда 15,1. IC 3028 је још познат и под ознакама CGCG 69-70, VCC 24, NPM1G +12.0305, PGC 38747.